# Kirił Wyżarow
Kirił Wyżarow (buł. Кирил Въжаров; ur. 18 lutego 1988 w Sofii, zm. 18 kwietnia 2009 w Sofii) – bułgarski hokeista, bramkarz, reprezentant Bułgarii, uczestnik Mistrzostw Świata II Dywizji 2008 i 2009.
Został zamordowany 18 kwietnia 2009 w godzinach porannych podczas bójki przed sofijskim klubem „Solo”.

## Kariera klubowa
- Slawia Sofia (2004–2009)

## Sukcesy
- Mistrzostwa Bułgarii:
  -  2005, 2008 i 2009 ze Slawią Sofia
  -  2006 ze Slawią Sofia